# Joseph Drecker
Joseph Drecker (1856 - 1931) es un historiador de la ciencia alemán dedicado a investigar la historia de la cronometría y gnomónica. Es famoso por haber escrito diversas obras dedicadas a la astronomía de los egipcios. Fue uno de los primeros en aplicar las teorías de la geometría analítica a la gnomónica de los relojes antiguos, haciendo descubrimiento de la naturaleza de las líneas horarias de algunos relojes greco-romanos. Continuador de la obra de su colega Hermann Diels. 